# 布里奇城 (路易斯安那州)
布里奇城（英語：Brige City）是位於美國路易斯安那州傑佛遜堂區的一個普查規定居民點。

## 人口
根據2020年美國人口普查的數據，布里奇城的面積為13.58平方千米，當中陸地面積為10.83平方千米，而水域面積為2.75平方千米。當地共有人口7219人，而人口密度為每平方千米531.59人。